# Malick Fall
Malick Fall (ur. 11 grudnia 1985 w Dakarze) - senegalski olimpijczyk, pływak. Chorąży podczas Igrzysk Olimpijskich 2004 w Atenach.

## Osiągnięcia
- Igrzyska Afrykańskie 2003 (1 x złoto, 2 x srebro)
- Igrzyska Afrykańskie 2007 (2 x brąz)
- Igrzyska Afrykańskie 2011 (1 x srebro)
- Mistrzostwa Afryki w pływaniu 2006 (1 x srebro, 1 x brąz)
- Mistrzostwa Afryki w pływaniu 2008 (2 x złoto, 1 x brąz)